# Danh sách đảo Philippines

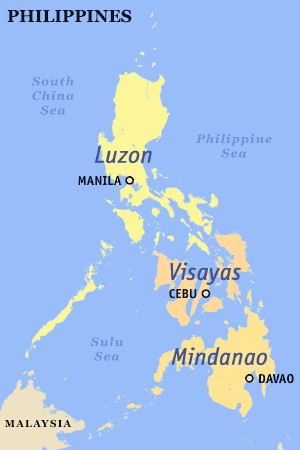
Một bản đồ của Philippines cho thấy nhóm đảo Luzon, Visayas và Mindanao

Đây là danh sách các đảo của Philippines. Quần đảo Philippines bao gồm 7.107 hòn đảo, trong đó chỉ có khoảng 2.000 hòn đảo là có người sinh sống. Chúng được chia thành ba nhóm đảo chính Luzon, Visayas và Mindanao.

## Luzon

### Quần đảo Babuyan
- Đảo Babuyan
- Đảo Balintang
- Đảo Barit
- Đảo Calayan
- Đảo Camiguin
- Đảo Dalupiri
- Đảo Didicas
- Đảo Fuga
- Đảo Irao
- Đảo Mabag
- Đảo Pamoctan
- Đảo Pan de Azucar
- Đảo Panuitan
- Đảo Pinon

### Quần đảo Bacuit
- Đảo Bury
- Đảo Cadlao
- Đảo Calitang
- Đảo Camago
- Đảo Cavayan
- Đảo Caverna
- Đảo Commando
- Đảo Depeldet
- Đảo Diapila
- Đảo Dibuluan
- Đảo Dilumacad
- Đảo Dolarog
- Đảo Emmit
- Đảo Entalula
- Đảo Guintungauan
- Đảo Inambuyod
- Đảo Lagen
- Đảo Lalutaya
- Đảo Malapacao
- Đảo Matinloc
- Đảo Miniloc
- Đảo Mitre
- Đảo Nacpan
- Đảo North Guntao
- Đảo Paglugaban
- Đảo Pangalusian
- Đảo Peaked
- Đảo Pinagbuyatan
- Đảo Pinasil
- Đảo Saddle
- Đảo Shimizu
- Đảo South Guntao
- Đảo Tapiutan
- Đảo Tent
- Đảo Vigan

### Quần đảo Batanes
- Đảo Batan
- Đảo Dequey
- Đảo Diogo
- Đảo Itbayat
- Đảo Ivuhos
- Đảo Mavudis
- Đảo Sabtang
- Đảo Siayan

### Bicol
- Đảo Anahau
- Anchor
- Đảo Animasola
- Đảo Apuao Grande
- Đảo Apuao
- Đảo Atulayan
- Đảo Bagacay
- Đảo Bagatao
- Đảo Bagieng
- Quần đảo Balagbag
- Đảo Bani
- Đảo Basot
- Batan (Albay)
- Đảo Batan (Sorsogon)
- Đảo Buguias
- Đảo Butauanan
- Đảo Cagbalisay
- Đảo Cabgan
- Đảo Cagbinunga
- Đảo Cagbulauan
- Đảo Cagraray
- Quần Calaguas
- Đảo Calalanag
- Đảo Calambayanga
- Đảo Calintaan
- Đảo Canimo
- Đảo Canton
- Đảo Capugdan
- Đảo Caringo
- Đảo Cauit
- Đảo Cimarron Islets
- Đảo Cotivas
- Đảo Daruanac
- Đảo Dehanlo
- Entrance
- Đảo Etinas
- Đảo Gota
- Đảo Guihinyan
- Đảo Guinabugan
- Đảo Guinanayan
- Đảo Guintinua
- Đảo Haponan
- Đảo Huag
- Đảo Hunongan
- Đảo Ingalan
- Đảo Juag
- Đảo Laja
- Đảo Lahos
- Đảo Lahuy
- Quần đảo Lamit
- Đảo Lato
- Đảo Maculabo
- Đảo Mahadi
- Quần đảo Malarad
- Đảo Malasugue
- Đảo Malaumaun
- Đảo Manito
- Đảo Masnou
- Đảo Matanga
- Đảo Matukad
- Đảo Minalahos
- Đảo Monteverde
- Đảo Ocata
- Đảo Pagbocayan
- Đảo Paguriran
- Quần đảo Palompon
- Đảo Palita
- Đảo Palumbato
- Đảo Parayan
- Quần đảo Pimacuapan
- Đảo Pinaglukaban
- Pitogo
- Đảo Puling
- Quần đảo Quinalasag
- Đảo Quinamanuca
- Đảo Quinapagyan
- Đảo Rapu-rapu
- Refugio
- Đảo Rosa
- Đảo Sabitang Laya
- Đảo Saboon
- Đảo Samur
- Đảo San Miguel (Albay)
- Đảo San Miguel (Camarines Sur)
- Đảo Siapa
- Đảo Sibauan
- Đảo Siruma
- Sombrero
- Subic
- Đảo Sula
- Đảo Tabusao
- Đảo Tag
- Đảo Tailon
- Quần đảo Tanao
- Đảo Tanglar
- Đảo Ticlin
- Đảo Tinaga
- Đảo Tinago

### Cagayan Valley
- Đảo Apulagan
- Đảo Ati
- Đảo Catali
- Đảo Cent
- Đảo Dipodo
- Đảo Disumangit
- Đảo Escucha
- Đảo Estagno
- Đảo Dos Hermanos (Cagayan)
- Đảo Gay
- Đảo Gran Laja
- Đảo Lafu
- Đảo Maloncon
- Đảo Manidad
- Đảo Masalansan
- Đảo Palaui
- Đảo Rona
- Đảo San Vicente
- Đảo Sibato
- Đảo Sinago
- Đảo Spires

### Calamianes Islands
- Đảo Alava
- Apo
- Đảo Ariara
- Đảo Bacbac
- Đảo Bakbak
- Đảo Bantac
- Đảo Barselisa
- Đảo Bayaca
- Đảo Binalabag
- Black
- Đảo Bolina
- Đảo Bugur
- Đảo Bulalacao
- Đảo Bunaun
- Đảo Busuanga
- Đảo Cabilauan
- Đảo Cabulauan
- Đảo Cacayatan
- Đảo Cagbatan
- Đảo Cagdanao
- Đảo Calanhayaun
- Đảo Calauit
- Đảo Calibang
- Đảo Calipipit
- Đảo Calumbagan
- Đảo Camanga
- Đảo Canaron
- Canipo
- Đảo Cheron
- Đảo Chindonan
- Đảo Compare
- Đảo Condut
- Đảo Coron
- Đảo Culion
- Đảo Debogso
- Đảo Delian
- Đảo Demelias
- Đảo Depagal
- Quần đảo Dibanca
- Đảo Dibatoc
- Đảo Diboyoyan
- Đảo Dibutonay
- Đảo Dicabaito
- Đảo Dicalubuan
- Đảo Dicapadiac
- Đảo Dicapululan
- Đảo Dicoyan
- Đảo Dimakya
- Đảo Dimancal
- Đảo Dimanglet
- Đảo Dimansig
- Đảo Dimipac
- Đảo Dinanglet
- Đảo Dinaran
- Đảo Dipalian
- Đảo Ditaytayan
- Diwaran
- Đảo Dumunpalit [2]
- Đảo East Malcatop
- Đảo East Nalaut
- Đảo Elet
- Đảo Galoc
- Đảo Gintu
- Đảo Gued
- Đảo Guinlep
- Đảo Guintungauan
- Đảo Hadyibulao
- Đảo Hidong
- Horse
- Đảo Ile
- Đảo Inapupan
- Đảo Kalampisauan
- Đảo Lagat
- Đảo Lajo
- Đảo Lamud
- Đảo Lanit
- Đảo Lauauan
- Đảo Liatui
- Linapacan
- Đảo Lubutglubut
- Đảo Lusong
- Đảo Maapdit
- Đảo Magranting
- Đảo Malajon
- Đảo Malaposo
- Đảo Malaroyroy
- Đảo Malbatan
- Đảo Malcapuya
- Đảo Malcatop
- Đảo Malpagalen
- Đảo Maltatayoc
- Đảo Malubutglubut
- Đảo Manglet
- Đảo Manlegad
- Đảo Manolaba
- Đảo Manolebeng
- Đảo Marily
- Đảo Mayokok
- Đảo Mininlay
- Đảo Naglayan
- Đảo Nanga
- Nanga
- Đảo Nangalao
- Đảo Napula
- Đảo Napuscud
- North Cay
- Đảo North Malbinchilao
- Đảo Octon
- Đảo Pangaldavan
- Đảo Pangititan
- Pass
- Đảo Patoyo
- Đảo Pingkitinan
- Đảo Popototan
- Rat
- Rhodes
- Đảo Salimbubuc
- Đảo Salung
- Salvacion
- Đảo Sangat
- Santa Monica
- South Cay
- Đảo Talampulan
- Đảo Talanpetan
- Đảo Tambon
- Đảo Tampel
- Đảo Tangat
- Đảo Tanoban
- Đảo Tantangon
- Đảo Tara
- Teardrop
- Đảo Titangcob
- Đảo Uson
- Đảo Vanguardia
- Đảo Tây Nalaut

### Quần đảo Calamian
- Đảo Balacay
- Đảo Jumbit
- Đảo Lete
- Đảo Macalanhag
- Đảo Maguinling
- Đảo Panay
- Đảo Pinohagan
- Đảo Pondanan
- Đảo Virac

### Central Luzon
- Đảo Camara
- Đảo Capones
- Quần đảo Egg
- Đảo Hermana Mayor
- Đảo Hermana Menor
- Quần đảo Los Frailes
- Đảo Magalawa
- Đảo Matalvi
- Pamana (Pequeña)
- Đảo Panatag Shoal hoặc Đảo Scarborough Shoal  (also claimed by China and Taiwan)
- Đảo Potipot
- Salvador
- Đảo Silanguin
- Đảo Subic Chiquita
- Subic Grande
- Đảo Tabones

### Đảo Cuyo Archipelago
- Đảo Adunbrat
- Agutaya
- Đảo Alcisiras
- Đảo Bararin
- Đảo Bisucay
- Đảo Canipo
- Đảo Caponyan
- Đảo Cauayan
- Đảo Cocoro
- Đảo Cuyo
- Đảo Dit
- Đảo Guinlabo
- Đảo Halog
- Đảo Imalaguan
- Đảo Imaruan
- Đảo Indagamy
- Lean
- Đảo Lubid
- Đảo Malcatop
- Đảo Maligun
- Đảo Manamoc
- Đảo Mandit
- Đảo Maracañao
- Đảo Matarabis
- Đảo Oco
- Đảo Pamalican
- Đảo Pamitinan
- Pandan
- Đảo Pangatatan
- Đảo Patungal
- Đảo Paya
- Đảo Payo
- Đảo Putic
- Quiniluban
- Đảo Quinimatin
- Đảo Quinimatin Chico Islands
- Round
- Đảo Silad
- Đảo Silat
- Đảo Siparay
- Đảo Tacbubuc
- Đảo Tagauayan
- Đảo Tatay
- Đảo Tinituan

### Ilocos
- Đảo Alo
- Đảo Badoc
- Đảo Balaqui
- Đảo Cabalitian
- Đảo Cabarruyan
- Đảo Cangaluyan
- Đảo Comas
- Culebra
- Quần đảo Dos Hermanos
- Quần đảo Hundred
- Đảo Lagtaras
- Monroe
- Đảo Narra
- Đảo Pinget
- Poro
- Đảo Salomague
- Santiago
- Đảo Siapar
- Đảo Silaqui
- Đảo Tagaporo
- Đảo Tambac
- Đảo Tanduyong

### Các đảo trong vịnh Manila
- Đảo Caballo
- Carabao
- Đảo Corregidor
- Đảo El Fraile
- Đảo La Monja
- Quần đảo Los Cochinos
- Đảo Tubutubu

### Quần đảo Marinduque
- Đảo Banot
- Đảo Elefante
- Đảo Hakupan
- Đảo Maniuaya
- Đảo Marinduque
- Đảo Mompog
- Đảo Salomaque
- San Andres
- Santa Cruz
- Quần đảo Tres Reyes
  - Baltazar
  - Gaspar
  - Melchor

### Quần đảo Masbate
- Arena
- Đảo Bagababoy
- Đảo Balanguingue
- Đảo Bugtung
- Đảo Burias
- Đảo Busing
- Đảo Cagpating
- Đảo Camasusu
- Đảo Carogo
- Chico
- Đảo Daquit-Daquit
- Đảo Deagan
- Gato
- Đảo Guilutugan
- Đảo Guinauayan
- Đảo Guinlabagan
- Đảo Guinluthagan
- Đảo Hamoraon
- Đảo Jintotolo
- Đảo Magcaraguet
- Đảo Majaba
- Đảo Manoc
- Masbate
- Đảo Matabao
- Đảo Nabugtu
- Đảo Nabugtut
- Đảo Nagarao
- Đảo Naguran
- Đảo Namatian
- Đảo Napayauan
- Đảo Naro
- Đảo Paltaban
- Piña
- Pobre
- Đảo Puting
- Đảo Sablayan
- Đảo San Miguel (Masbate)
- Đảo Sombreno
- Đảo Tanguingui
- Đảo Templo
- Đảo Ticao
- Đảo Tinalisayan Islets
- Đảo Tumalaytay
- Đảo Veagan

### Metro Manila
- Isla de Balut (Tondo)
- Đảo Isla de Convalecencia (San Miguel)
- Freedom (Đảo Parañaque) - man-made island
- Đảo Isla de Provisor (Paco)
- Isla Pulo (Đảo Navotas)

- Nguyên là đảo
  - Isla de Đảo Binondo
  - Isla de Romero (Quiapo)
  - Isla de Tanduay (San Miguel)
  - Isla de Tanque (Paco)

### Quần đảo Mindoro
- Đảo Ambil
- Đảo Ambulong
- Đảo Anaganahao
- Đảo Apo (Mindoro)
- Đảo Alibatan
- Đảo Aslom
- Đảo Baco Grande
- Đảo Baco Chico
- Đảo Binantgaan
- Đảo Boquete
- Đảo Buyayao
- Đảo Cabra
- Đảo Cayos del Bajo
- Garza
- Đảo Golo
- Đảo Ilin
- Đảo Libago
- Đảo Lubang
- Đảo Maasim
- Đảo Malavatuan
- Đảo Malaylay
- Đảo Manadi
- Đảo Mandaui
- Đảo Masin
- Đảo Medio (Mindoro)
- Đảo Menor (Mindoro)
- Đảo Mindoro
- Đảo North Pandan
- Đảo Opao
- Đảo Pambaron
- Đảo Paniguian
- Đảo Pocanol
- San Antonio
- Đảo Sibalat
- Đảo Silonay
- Đảo South Pandan
- Đảo Suguicay
- Đảo Tambaron
- White

### Quần đảo Palawan
- Đảo Albaguen
- Đảo Albay
- Đảo Anas
- Apo
- Đảo Apulit
- Arena
- Đảo Arrecife (Bataraza)
- Đảo Arrecife (Honda Bay)
- Đảo Bagambangan
- Đảo Baja Hanura
- Đảo Balabac
- Đảo Bancalan
- Đảo Bancauan
- Đảo Bancoran
- Đảo Bangawan
- Đảo Bangiluan
- Đảo Barangonan
- Đảo Batas
- Đảo Bessie
- Đảo Bibangan
- Đảo Binatican
- Đảo Binga
- Đảo Bintaugan
- Đảo Binulbulan
- Đảo Bird's
- Đảo Bivouac
- Đảo Boayan
- Đảo Bongot
- Đảo Boombong
- Bowen
- Đảo Bucid
- Đảo Bugsuk
- Đảo Buquias
- Đảo Bush (Palawan)
- Đảo Butacan
- Đảo Byan
- Quần đảo Cabugan
- Đảo Cabuli
- Đảo Cacbolo
- Đảo Cacbucao
- Đảo Cacnipa
- Đảo Cagayancillo
- Đảo Cagdanao
- Đảo Cagsalay
- Đảo Cakisigan
- Đảo Calabadian
- Đảo Calabatuan
- Đảo Calabucay
- Đảo Calabugdong
- Đảo Calalong
- Đảo Calampuan
- Đảo Calandagan
- Đảo Cambari
- Đảo Canabungan
- Đảo Candaraman
- Đảo Canimeran
- Đảo Cañon
- Đảo Capsalon
- Đảo Capyas
- Đảo Casian
- Đảo Casirahan
- Castle
- Đảo Catalat
- Đảo Cauayan
- Đảo Cavili
- Đảo Cayoya
- Central
- Đảo Comiran
- Coral
- Đảo Cotad
- Đảo Dadaliten
- Đảo Dalahican
- Đảo Damad
- Đảo Daracotan
- Quần đảo Datag
- Đảo Debangan
- Đảo Denanayan
- Đảo Deribongan
- Đảo Dinif
- Đảo Dinisonan
- Đảo Ditadita
- Đảo Ditnot
- Đảo Dondonay
- Double
- Dry
- Đảo Dumaran
- Elephant
- Đảo Emelina
- Flower
- Đảo Fondeado
- Fraser
- Đảo Gabung
- Gardiner
- Green
- Đảo Guindabdaban
- Hen and Chickens
- Howley
- Đảo Ibalaton
- Đảo Ibohor
- Đảo Ibulbol
- Đảo Icadambanauan
- Đảo Iloc
- Đảo Imorigue
- Đảo Imuruan
- Đảo Inamukan
- Đảo Inobian
- Đảo Inoladoan
- Johnson
- Đảo Josefa
- Quần đảo Kalayaan hay Quần đảo Trường Sa  (Trung Quốc, Đài Loan, Malaysia, Brunei và Việt Nam cũng tuyên bố chủ quyền)
  - Đảo Bailan
  - Đảo Binago
  - Đảo Kota
  - Đảo Lagos
  - Đảo Lawak
  - Đảo Ligao
  - Đảo Likas
  - Đảo Pag-asa
  - Đảo Panata
  - Đảo Parola
  - Đảo Patag
  - Đảo Pugad
  - Đảo Rurok
- Đảo Kalungpang
- Đảo Kaoya
- Đảo Lampiligan
- Đảo Langisan
- Đảo Langoy
- Đảo Liabdan
- Đảo Linda
- Đảo Little Maosanon
- Đảo Lomalayang
- Đảo Luli
- Đảo Lumbucan
- Lump
- Đảo Maalaquequen
- Đảo Macuao
- Đảo Maducang
- Đảo Makesi
- Đảo Malaibo
- Đảo Malanao
- Đảo Malapackun
- Đảo Malapnia
- Đảo Malauton
- Đảo Malcorot
- Đảo Malinsono
- Đảo Malotamban
- Đảo Mantangule
- Đảo Manuc Manucan
- Đảo Manucan
- Đảo Manulali
- Đảo Maobanen
- Đảo Maosanon
- Đảo Maqueriben
- Đảo Marantao
- Đảo Maraquit
- Maricaban
- Đảo Mariquit
- Đảo Maroday
- Đảo Mayabacan
- Đảo Mayakli
- Đảo Maybara
- Đảo Maylakan
- Đảo Maytiguid
- Đảo Meara
- Đảo Mialbok
- Đảo Nabat
- Đảo Nagulon
- Đảo Nasalet
- Đảo Nasubata
- Đảo Niaporay
- Đảo Nokoda
- North Channel
- Đảo North Islet (Tubbataha Reef)
- Đảo North Mangsee
- Đảo North Verde
- Notch
- Quần đảo Pabellon
- Đảo Palawan
- Palm
- Đảo Paly
- Đảo Pamalatan
- Đảo Pandan
- Đảo Pandanan
- Đảo Pangisian
- Đảo Papagapa
- Đảo Parunponon
- Passage
- Đảo Patawan
- Đảo Patetan
- Đảo Patongong
- Peaked
- Đảo Pez
- Pirate
- Đảo Puerco
- Đảo Pulaw Talam
- Đảo Puntog Islands
- Đảo Quimbaludan
- Đảo Ramesamey
- Ramos
- Đảo Rangod
- Đảo Rasa
- Đảo Reinard
- Đảo Rinambacan
- Đảo Rita
- Đảo Rizal Pongtog
- Đảo Roughton
- Đảo Salingsingan
- Quần đảo San Miguel
- Đảo Sanz
- Đảo Secam
- Quần đảo Segyam
- Đảo Señorita
- Shell
- Quần đảo Silanga
- Đảo Small Pagbo
- Sombrero
- South
- Đảo South Islet (Tubbataha Reef)
- Đảo South Mangsee
- Đảo South Verde
- Đảo Stanlake
- Đảo Suotiv
- Đảo Tagalinong
- Đảo Tagbulo
- Đảo Talacanen
- Đảo Tanusa
- Quần đảo Tarusan
- Temple
- Tidepole
- Đảo Tomandang
- Quần đảo Tres Marias
- Đảo Triple Cima
- Đảo Tubbataha Reef
- Đảo Tuluran
- Đảo Ursula
- Wedge
- White
- White Round

### Quần đảo Polillo
- Đảo Anawan
- Đảo Anirong
- Đảo Balesin
- Đảo Buguitay
- Đảo Cabaloa
- Đảo Diligin
- Đảo East Ikikon
- Đảo Icol
- Đảo Ikikon
- Jomalig
- Đảo Kalongkooan
- Đảo Kalotkot
- Đảo Karlagan
- Đảo Katabunan
- Đảo Katakian Chica
- Đảo Katakian Grande
- Đảo Lantao
- Đảo Lumaya
- Đảo Malaguinoan
- Đảo Minamata
- Đảo Palasan
- Pandanan
- Đảo Patnanungan
- Đảo Pinaglonglogan
- Đảo Polillo
- San Rafael
- Quần đảo Uala
- Đảo Usok

### Quần đảo Romblon
- Đảo Alad
- Đảo Banton
- Đảo Bantoncillo
- Đảo Biaringan
- Đảo Cabahan
- Carabao
- Đảo Carlota
- Đảo Cobrador
- Đảo Cresta de Gallo
- Đảo Guindauahan
- Đảo Isabel
- Đảo Japar
- Đảo Lugbon
- Đảo Maestro de Campo
- Polloc
- Đảo Romblon
- Đảo Sibuyan
- Đảo Simara
- Đảo Tablas

### Southern Tagalog
- Đảo Alabat
- Đảo Alibijaban
- Đảo Anilon
- Đảo Apat
- Đảo Bakaw-Bakaw
- Balot
- Đảo Baluti
- Đảo Binombonan
- Bird
- Đảo Bonga
- Đảo Bonito
- Đảo Bubuin
- Đảo Burunggoy
- Đảo Caban
- Đảo Cagbalete
- Đảo Calamba
- Culebra
- Đảo Dalig
- Đảo Dampalitan
- Fortune
- Đảo Ikulong
- Đảo Isla Puting Bato
- Đảo Lagdauin
- Đảo Lambauing
- Đảo Ligpo
- Đảo Limbones
- Đảo Malahi
- Đảo Malajibomanoc
- Đảo Mangayao
- Đảo Manlanat
- Đảo Maricaban
- Đảo Napayong
- Đảo Pagbilao Chica
- Đảo Pagbilao Grande
- Đảo Palasan
- Đảo Patayan
- Đảo Santa Amalia
- Sombrero
- Quần đảo Talabaan
- Đảo Talim
- Twin
- Đảo Verde
- Đảo Volcano

## Mindanao

### Caraga
- Đảo Agony (Surigao del Sur)
- Đảo Aling
- Đảo Amaga
- Quần đảo Arangasa
- Đảo Ayninan
- Đảo Ayoki
- Đảo Bagasinan
- Đảo Banga
- Đảo Bayagnan
- Đảo Britania
- Đảo Cabgan (Surigao del Sur)
- Đảo Condona
- Đảo Gabao
- Đảo General (Surigao del Norte)
- Đảo Hamuan
- Quần đảo Haycock
- Đảo Hinatuan
- Đảo Jobo
- Kabo
- Đảo Lamagon
- Đảo Lapinigan
- Quần đảo Lenungao
- Đảo Load
- Đảo Ludguran
- Đảo Maanoc
- Đảo Mahaba (Surigao del Norte)
- Đảo Mahaba (Surigao del Sur)
- Đảo Majangit
- Đảo Mancahoram
- Đảo Mancangangi
- Đảo Maopia
- Đảo Maowa
- Đảo Masapelid
- Đảo Mawes
- Đảo Nagubat
- Đảo Panirongan
- Đảo Puyo
- Đảo Singag
- Đảo Sugbu
- Đảo Taganongan
- Đảo Talavera
- Đảo Tigdos
- Đảo Tinago (Surigao del Norte)
- Đảo Unamao

### Central Mindanao
- Đảo Alidama
- Đảo Balot
- Đảo Balutmato
- Đảo Bongo
- Đảo Donayang
- Đảo East Balut
- Đảo Ibus
- Đảo Limbayan
- Đảo Sarampungan
- Đảo Tagatungan
- Đảo Taytayan
- Đảo West Balut
- Đảo Balaysan

### Davao
- Đảo Balut
- Đảo Big Cruz
- Buenavista
- Đảo Bugoso
- Đảo Cabugao
- Đảo Dumalag
- Ivy
- Đảo Kopia
- Đảo Little Cruz
- Đảo Luban
- Đảo Malipano
- Đảo Manamil
- Mangrove
- Oak
- Đảo Olanivan
- Đảo Pandasan
- Đảo Pujada
- Đảo Quinablongan
- Đảo Samal
- Đảo San Victor
- Đảo Sarangani
- Đảo Sigaboy
- Đảo Talicud
- Đảo Uanivan

### Quần đảo Dinagat
- Đảo Awasan
- Đảo Capiquian
- Đảo Danaon
- Đảo Dinagat
- Đảo Doot
- Đảo East Caliban
- Đảo Hagaknab
- Đảo Hanigad
- Đảo Hibuson
- Đảo Hikdop
- Đảo Kanhanusa
- Đảo Kanihaan
- Đảo Kayabangan
- Đảo Kayosa
- Đảo Kotkot
- Đảo Little Hibuson
- Đảo Nonoc
- Đảo Pangabangan
- Đảo Puyo (Dinagat)
- Đảo Rasa
- Đảo Sayao
- Đảo Sibale (Dinagat)
- Đảo Sibanac
- Đảo Sibanoc
- Đảo Sumilon (Dinagat)
- Đảo Tabuk
- Đảo Unib
- Đảo West Caliban

### Northern Mindanao
- Agutayan
- Quần đảo Bao-Baon
- Cabgan
- Đảo Camiguin
- Đảo Capayas
- Dolphin
- Đảo Maburos
- Đảo Mantigue
- Đảo Naputhaw
- Đảo Silanga
- White

### Đảo Siargaos
- Đảo Abanay
- Đảo Anahawan
- Đảo Antokon
- Đảo Bancuyo
- Đảo Bucas Grande
- Đảo Cambiling
- Đảo Casalian
- Đảo Cawhagan
- Corregidor
- Đảo Daku
- Đảo East Bucas
- Đảo Guyam
- Đảo Halian
- Đảo Kangbangio
- Đảo Kangnun
- Đảo Kaob
- Đảo Lajanosa
- Đảo Laonan
- Đảo Mamon
- Đảo Megancub
- Đảo Middle Bucas
- Đảo Pagbasoyan
- Đảo Pansukian
- Đảo Poneas
- Đảo Siargao
- Đảo Tona

### Đảo Sulu Archipelago
- Đảo Andulinang
- Đảo Babuan
- Đảo Baguan
- Balanguingui
- Đảo Baliungan
- Đảo Balukbaluk
- Đảo Bambanan
- Đảo Banaran
- Đảo Bangalao
- Đảo Bankungan
- Đảo Basbas
- Quần đảo Basibuli
- Đảo Basilan
- Quần đảo Batalinos
- Đảo Baturapac
- Đảo Bauang Diki
- Đảo Bihintinusa
- Đảo Bilangan
- Đảo Bilatan
- Đảo Bintoulan
- Đảo Bintut
- Đảo Bitinan
- Đảo Boaan
- Đảo Bohan
- Bongao
- Đảo Buan
- Đảo Bubuan
- Đảo Bucutua
- Đảo Bulan
- Đảo Buli Nusa
- Đảo Buliculul
- Đảo Bulicutin
- Đảo Bulisuan
- Đảo Buluan
- Đảo Bulubulu
- Đảo Bunabunaan
- Đảo Bungbunan
- Đảo Bunotpasil
- Đảo Cabingaan
- Đảo Cabucan
- Đảo Cacatan
- Cagayan de Sulu
- Đảo Calaitan Islets
- Đảo Calupag
- Đảo Camabalan
- Đảo Canas
- Đảo Cancuman
- Cap
- Đảo Capual
- Đảo Celandat Islets
- Coco
- Đảo Cujangan
- Đảo Cunilan
- Đảo Dakule
- Đảo Dalauan
- Đảo Dammai
- Quần đảo Dasaan
- Đảo Dasalan
- Quần đảo Datubato
- Đảo Dawata
- Đảo Dawildawil
- Đảo Deatobato
- Đảo Dipolod
- Đảo Doc Can
- Đảo Dongdong
- Đảo Dundangon
- Đảo East Bolod
- Đảo Gaiya
- Đảo Gal-loman
- Đảo Gondra
- Đảo Goreno
- Đảo Great Bakungaan
- Đảo Great Gounan
- Đảo Guimba
- Đảo Gujangan
- Đảo Haluluko
- Đảo Hegad
- Hole
- Đảo Jinhling
- Jolo
- Đảo Kabancauan
- Đảo Kaludlud
- Đảo Kaluitan
- Đảo Kamawi
- Đảo Kang Tipayan Dakula
- Đảo Kang Tipayan Diki
- Đảo Kauluan
- Đảo Kinapusan
- Đảo Kulassein
- Đảo Laa
- Đảo Lahangon
- Lahatlahat
- Quần đảo Lahatlahat
- Đảo Lakit
- Đảo Laminusa
- Đảo Lampinigan
- Đảo Langaan
- Đảo Langas
- Đảo Lanhil
- Đảo Lapac
- Đảo Laparan
- Đảo Latuan
- Đảo Lawayan
- Đảo Lemondo
- Đảo Liaburan
- Đảo Lihiman
- Đảo Linawan
- Little Coco
- Đảo Little Dipolod
- Đảo Loran
- Đảo Lubucan
- Lugus
- Đảo Lumbian
- Đảo Lupa
- Đảo Magados
- Đảo Magpeos
- Đảo Malamawi
- Đảo Malicut
- Đảo Mamad
- Đảo Mamanak
- Đảo Mamanoc
- Đảo Mamanuc
- Đảo Mambahenauhan
- Đảo Manangal
- Đảo Manate
- Đảo Mandah
- Đảo Maniacolat
- Đảo Mantabuan
- Đảo Manubul
- Đảo Manuk Manka
- Đảo Manungut
- Đảo Maranas
- Đảo Marungas
- Đảo Mataja
- Đảo Minis
- Quần đảo Muligi
- Đảo Nancan
- Đảo North Ubian
- Đảo Nusa Buani
- Quần đảo Nusa
- Đảo Omapoy
- Đảo Orell
- Đảo Pahumaan
- Đảo Palajangan
- Đảo Pamelican
- Đảo Pamisaan
- Đảo Pandak
- Đảo Pandalan
- Đảo Pandanan
- Pandami
- Đảo Pandugas
- Đảo Pangana Paturuan
- Đảo Panganap
- Đảo Pangas
- Đảo Pangasahan
- Pangasinan
- Đảo Panguan
- Đảo Pantocunan
- Đảo Papahag
- Đảo Paquia
- Đảo Parangan
- Đảo Paral
- Đảo Pasigpasilan
- Pata
- Đảo Patian
- Đảo Perangan
- Đảo Pilas
- Đảo Pintado
- Đảo Punungan
- Đảo Salaro
- Đảo Saluag
- Đảo Salkulakit
- Đảo Saluping
- Đảo Sangasiapu
- Quần đảo Sangboy
- Đảo Sarucsarucan
- Đảo Sasa
- Đảo Secubun
- Siasi
- Đảo Sibago
- Đảo Sibakel
- Đảo Sibijindacula
- Sibutu
- Đảo Sicagot
- Đảo Sicalangcalong
- Đảo Sicolan
- Đảo Silumisan
- Đảo Siluag
- Đảo Simanayo
- Đảo Simbay
- Đảo Simisa
- Simunul
- Đảo Singaan
- Đảo Sipangkot
- Đảo Sipayu
- Đảo Sipungot
- Đảo Siringo
- Đảo Sirun
- Sitangkai
- Đảo Situgal Hea
- South Ubian
- Đảo Sucoligao
- Đảo Sugbai
- Đảo Suka Suka Dakula
- Đảo Sulade
- Đảo Sumbasumba
- Đảo Suucan
- Đảo Taala
- Đảo Tabawan
- Đảo Tabolongan
- Quần đảo Tabuan
- Đảo Taganak
- Đảo Tagao
- Đảo Tagutu
- Đảo Taitagan
- Đảo Taja
- Đảo Takela
- Đảo Takipamasilaan
- Đảo Talonpisa
- Đảo Taluc
- Đảo Talungan
- Đảo Tambilunay
- Đảo Tambulian
- Đảo Tamuk
- Đảo Tancan
- Đảo Tancolaluan
- Tandubas
- Đảo Tandubatu
- Đảo Tandungan
- Đảo Tanduowak
- Đảo Tapaan
- Đảo Tapiantana
- Tapul
- Đảo Tara
- Quần đảo Tataan
- Đảo Tatalan
- Đảo Tatik
- Tauitaui
- Tawi-Tawi
- Đảo Teinga
- Đảo Tengolan
- Đảo Teomabal
- Đảo Ticul
- Đảo Tiguilabun
- Đảo Tihik Tihik
- Quần đảo Tijitiji
- Đảo Tinundukan
- Đảo Tinutungan
- Tongquil
- Quần đảo Tonkian
- Đảo Tubalubac
- Đảo Tubigan
- Đảo Tulayan
- Đảo Tulian
- Đảo Tumbagaan
- Đảo Tumindao
- Đảo Tunbaunan
- Đảo Tungbukan
- Quần đảo Turtle Islands
- Đảo Tusan Bongao
- Đảo Tutu Kipa
- Đảo Ultra
- Đảo Usada
- Đảo West Bolod
- Đảo Zau

### Bán đảo Zamboanga
- Đảo Aligbay
- Đảo Bagiyas
- Balabac
- Đảo Bangaan
- Đảo Baong
- Đảo Bibaya
- Đảo Bobo
- Đảo Buguias
- Đảo Buloan
- Đảo Caboc
- Đảo Cabog
- Đảo Cabut
- Đảo Cambugan
- Đảo Condulingan
- Quần đảo Dao-Dao
- Đảo Gatusan
- Đảo Great Santa Cruz
- Đảo Igat
- Đảo Kabungan
- Đảo Lambang
- Đảo Lampinigan
- Đảo Lamuyong
- Quần đảo Lapinigan
- Đảo Latas
- Đảo Letayon
- Đảo Lipari
- Đảo Little Malanipa
- Đảo Little Santa Cruz
- Đảo Lungui
- Đảo Lutangan
- Đảo Maculay
- Đảo Malanipa
- Đảo Murcielagos
- Quần đảo Nipa Nipa
- Đảo Olutanga
- Đảo Pandalusan
- Đảo Panikian
- Đảo Paraitan
- Đảo Pina
- Đảo Pinya
- Đảo Piñahun
- Đảo Pisan
- Đảo Pitas
- Đảo Puli Puli
- Đảo Putili
- Đảo Sacol
- Đảo Sagayaran
- Đảo Salangan
- Đảo Selinog
- Đảo Sibulan Islands
- Đảo Simoadang
- Đảo Sirumon
- Quần đảo Ticala
- Đảo Tictauan
- Đảo Tigabon
- Đảo Tigbauan
- Đảo Tigburacao
- Đảo Triton
- Đảo Tugsocan
- Đảo Tumalutab
- Đảo Visa
- Đảo Vitali

## Visayas

### Biliran
- Đảo Calutan
- Đảo Capiñahan
- Đảo Caygan
- Đảo Dalutan
- Đảo Ginuroan
- Đảo Higatangan
- Đảo Maripipi
- Đảo Sambawan
- Đảo Tagampol
- Đảo Tingkasan

### Bohol
- Đảo Balicasag
- Đảo Banacon
- Đảo Banbanon
- Đảo Bansaan
- Đảo Bilangbilangan
- Đảo Bonoon
- Đảo Cabantulan
- Đảo Cabgan (Bohol)
- Đảo Cabilao
- Đảo Calituban
- Đảo Calongaman
- Đảo Cancostino
- Đảo Cataban
- Đảo Catang
- Đảo Cauayan
- Đảo Gak-ang
- Đảo Gaus
- Đảo Guindacpan
- Đảo Handayan
- Đảo Hingutanan
- Đảo Inanoran
- Đảo Jao
- Đảo Lapinig
- Đảo Lapinig Chico
- Đảo Lumislis
- Đảo Ma-agpit
- Đảo Mahanay
- Đảo Malingin
- Đảo Mantatao
- Đảo Maumauan
- Đảo Nonocnocan
- Đảo Pamasaun
- Đảo Pamilacan
- Đảo Panga
- Đảo Pangangan
- Đảo Panglao
- Đảo Puntod
- Đảo Saae
- Đảo Sagasay
- Đảo Sandingan
- Đảo Silo
- Đảo Tabangdio
- Đảo Tambu
- Đảo Tilmubo
- Đảo Tintiman

### Đảo Cebu
- Đảo Bantayan
  - Đảo Biyagayag
  - Đảo Botigues
  - Đảo Botong
  - Đảo Doong
  - Đảo Hilotongan
  - Đảo Jilantagaan
  - Đảo Lipayran
  - Đảo Maamboc
  - Đảo Mambacayao
  - Đảo Panitugan
  - Đảo Patao
  - Đảo Pintagan
  - Đảo Sagasa
  - Đảo Silagon
  - Đảo Silion
  - Đảo Yao
- Đảo Calamangan
- Quần đảo Camotes
  - Đảo Pacijan
  - Đảo Ponson
  - Đảo Poro
  - Đảo Tulang
- Đảo Capitancillo
- Đảo Carnaza
- Đảo Chocolate (Cebu)
- Đảo Dakit-Dakit
- Đảo Gapas-Gapas
- Đảo Guintacan
- Đảo Jibitnil
- Đảo Mactan
- Đảo Malapascua
- Đảo Maria (Cebu)
- Olango
  - Đảo Camungi
  - Đảo Gilutongan
  - Đảo Kaohagan
  - Đảo Nalusuan
  - Đảo Panganan
  - Đảo Sulpa
- Đảo Pescador
- Đảo Sumilon
- Đảo Zaragoza
- Nguyên là đảo
  - Đảo Cauit

### Đảo Guimaras
- Đảo Ave Maria
- Đảo Guiuanon
- Đảo Inampulugan
- Đảo Malingin
- Đảo Nabural
- Đảo Nadulao
- Đảo Nagarao
- Đảo Nalibas
- Đảo Nalunga
- Đảo Nauai
- Đảo Panubulon
- Đảo Seraray
- Đảo Tandog
- Đảo Unisan
- Đảo Yeta

### Đảo Leyte
- Đảo Bacol
- Badian
- Đảo Cabgan (Leyte)
- Đảo Calaguan
- Đảo Calangaman
- Đảo Caltagan
- Đảo Calumpijan
- Đảo Canigao
- Đảo Cuatro Islas
  - Đảo Apid
  - Đảo Digyo
  - Đảo Himokilan
  - Mahaba
- Đảo Cumaiac
- Đảo Dabun
- Đảo Dauhon
- Gatighan
- Đảo Gigatangan
- Đảo Gumalac
- Đảo Limasawa
- Đảo Nabubuy
- Đảo Panaon
- Đảo San Pablo (Leyte)
- Đảo San Pedro (Leyte)
- Đảo Taboc
- Đảo Zapatos

### Đảo Negros
- Đảo Agutayan
- Đảo Anajauan
- Đảo Apo
- Đảo Bulata
- Đảo Danjugan
- Đảo Diutay
- Đảo Jomabo
- Lakawon
- Đảo Molocaboc
- Sipaway (Refugio)
- Đảo Siquijor
- Đảo Suyak
- Đảo Talabong

### Đảo Panay
- Đảo Agho
- Đảo Anauayan
- Antonia
- Đảo Balbagon
- Đảo Bantigui
- Đảo Batbatan
- Đảo Bayas
- Đảo Binuluangan
- Đảo Bocot
- Quần đảo Bogtongan
- Đảo Boracay
- Đảo Botlog
- Đảo Bolobadiangan
- Buri
- Đảo Cabugao
- Đảo Calabazas
- Đảo Calagnaan
- Đảo Caluya
- Đảo Canas
- Chico
- Đảo Chinela
- Crocodile
- Đảo Dunao
- Đảo Himamaylan
- Đảo Igbon
- Đảo Juraojurao
- Đảo Labno
- Đảo Lacdian
- Đảo Laurel
- Đảo Libagao
- Đảo Loguingut
- Đảo Mabay
- Đảo Magaisi
- Đảo Magalumbi
- Đảo Maliaya
- Đảo Maniguin
- Đảo Mararison
- Đảo Marbuena
- Đảo Matagda
- Đảo Nagarao
- Đảo Naburot
- Đảo Nagubat
- Đảo Nasidman
- Đảo Natig
- Đảo Nogas
- Đảo North Gigante
- Đảo Ojastras
- Đảo Olotayan
- Pan de Azucar
- Đảo Panagatan Malaqui
- Pandan
- Đảo Pangalan
- Đảo Pinamucan
- Đảo Pulo Piña
- Đảo Salog
- Đảo Semirara
- Đảo Sibalon
- Đảo Sibato
- Đảo Sibay
- Đảo Sibolon
- Đảo Sicogon
- Seco
- Đảo South Gigante
- Tabon
- Đảo Tabugon Chico
- Tago
- Đảo Tagubanhan
- Đảo Tinguiban
- Đảo Tulunanaun
- Đảo Tumaguin
- Đảo Zapato
- Đảo Zapato Menor

### Đảo Samar
- Đảo Aguad
- Đảo Almagro
- Đảo Anahao
- Đảo Anajao
- Đảo Andis
- Đảo Aocon
- Đảo Apiton
- Badian
- Đảo Balinatio
- Đảo Bangon
- Đảo Bani
- Đảo Bar Islet (Samar)
- Đảo Bascal
- Đảo Bascal-Agotay
- Basiao
- Đảo Batag
- Đảo Batgongon
- Đảo Baul
- Đảo Binaliw
- Đảo Binay
- Đảo Biri
- Đảo Boloan
- Đảo Botig
- Đảo Buad
- Đảo Buri
- Đảo Cabaongon
- Đảo Cagduyong
- Đảo Cahayagan
- Đảo Calapan
- Đảo Calicoan
- Đảo Camandag
- Đảo Cambaye
- Đảo Canahauan Dacu
- Đảo Canahauan Guti
- Đảo Candule
- Đảo Caparangasan
- Đảo Capogpocanan
- Đảo Capul
- Đảo Catalaban
- Đảo Cauhagan
- Coconut
- Đảo Dalupiri
- Đảo Danaodanauan
- Quần đảo Darahuay
- Đảo Daram
- Đảo Darsena
- Đảo Divinubo
- Escarpada
- Đảo Fulin
- Đảo Goyam
- Đảo Guimtim
- Đảo Guintarcan
- Đảo Hilabaan
- Đảo Hirapsan
- Đảo Hiuinatungan
- Đảo Homangad
- Đảo Homonhon
- Đảo Inatunglan
- Đảo Iniyao
- Đảo Jinamoc
- Đảo Kantican
- Đảo Kapuroan Islets
- Đảo Karikiki
- Đảo Kaybani
- Đảo Laguinit
- Đảo Lalawigan
- Đảo Lamingao
- Đảo Leleboon
- Đảo Libucan
- Đảo Libucan Gutiay
- Đảo Linao
- Đảo Little Karikiki
- Đảo Macalayo
- Đảo Macarite
- Đảo Macton
- Đảo Magesang
- Đảo Makate
- Đảo Malatugawi
- Đảo Manicani
- Đảo Marapilit
- Đảo Maravilla (Samar)
- Đảo Masigni
- Medio
- Đảo Minanut
- Đảo Minasangan
- Đảo Montoconan
- Đảo Napalisan
- Quần đảo Naranjo
  - Đảo Destacado
  - Đảo Majaba
  - Đảo Maragat
  - Đảo Panganoron
  - Đảo Sila
  - Đảo Sangputan
  - Đảo Tarnate
- Đảo Palihon
- Đảo Parasan
- Đảo Pasig
- Pilar
- Poro
- Đảo Porogot Daco
- Đảo Punubulu
- Rosa
- Đảo Samar
- San Andres
- San Bernardino
- San Juan
- Santa Rita
- Đảo Santo Niño
- Đảo Sibay
- Đảo Sibugay (Samar)
- Đảo Sisi
- Đảo Suluan
- Đảo Tagapul-an
- Quần đảo Tagdaranao
- Đảo Tangad
- Đảo Timpasan
- Đảo Tinau
- Tubabao
- Quần đảo Uacuac
- Đảo Uguis

## Danh sách các đảo theo diện tích
| Hạng | Tên đảo       | Diện tích (km²) | Notes                                           |
| ---- | ------------- | --------------- | ----------------------------------------------- |
| 1    | Luzon         | 109965          | đảo lớn thứ 15 và đông dân thứ 4 trên thế giới. |
| 2    | Mindanao      | 97530           | đảo lớn thứ 19 trên thế giới.                   |
| 3    | Negros        | 13074           | đảo lớn nhất vùng Visayas                       |
| 4    | Samar         | 12849           |                                                 |
| 5    | Palawan (đảo) | 12189           | đảo lớn nhất chỉ thuộc một tỉnh                 |
| 6    | Panay         | 12011           |                                                 |
| 7    | Mindoro       | 10572           |                                                 |
| 8    | Leyte         | 7368            |                                                 |
| 9    | Cebu          | 4468            | tỉnh đảo                                        |
| 10   | Bohol         | 3821            | tỉnh đảo                                        |
| 11   | Masbate       | 3268            |                                                 |
| 12   | Catanduanes   | 1523            | tỉnh đảo                                        |
| 13   | Basilan       | 1265            | tỉnh đảo; đảo lớn nhất của Quần đảo Sulu        |
| 14   | Marinduque    | 920             | tỉnh đảo                                        |
| 15   | Busuanga      | 890             | đảo lớn nhất của Quần đảo Calamian              |
| 16   | Jolo          | 869             | thuộc Quần đảo Sulu                             |
| 17   | Tablas        | 844             | [ 4 ]                                           |
| 18   | Dinagat       | 769             | tỉnh đảo                                        |
| 19   | Polillo       | 629             |                                                 |
| 20   | Tawi-Tawi     | 581             | tỉnh đảo; thuộc Quần đảo Sulu                   |
| 21   | Guimaras      | 560             | tỉnh đảo                                        |
| 22   | Biliran       | 536             | tỉnh đảo                                        |
| 23   | Sibuyan       | 465             |                                                 |
| 24   | Burias        | 417             |                                                 |
| 25   | Siargao       | 416             |                                                 |
| 26   | Culion        | 389             | thuộc Quần đảo Calamian                         |
| 27   | Siquijor      | 334             | tỉnh đảo                                        |
| 28   | Ticao         | 332             |                                                 |
| 29   | Dumaran       | 322             |                                                 |
| 30   | Balabac       | 319             |                                                 |
| 31   | Camiguin      | 255             | tỉnh đảo                                        |
| 32   | Samal         | 254             |                                                 |
| 33   | Panaon        | 216             |                                                 |
| 34   | Olutanga      | 194             |                                                 |
| 35   | Alabat        | 193             |                                                 |
| 36   | đảo Bucas Lớn | 128             |                                                 |
| 37   | Bugsuk        | 119             |                                                 |
| 38   | Bantayan      | 116             |                                                 |
| 39   | Sibutu        | 109             |                                                 |
| 40   | Homonhon      | 105             |                                                 |
| 41   | Poro          | 96              | thuộc quần đảo Camotes                          |
| 42   | Patnanungan   | 92              |                                                 |
| 43   | Pangutaran    | 90              |                                                 |